# Братислав Петковић
Братислав Браца Петковић (Београд, 26. септембар 1948 — Београд, 10. мај 2021) био је српски редитељ, драмски писац и политичар. Био је министар културе и информисања у Влади Републике Србије. Основао је и био директор Музеја аутомобила и позоришта Модерна гаража у Београду.

## Биографија
Његов отац Богдан Петковић био је посластичар.
Основао је Музеја аутомобила у Београду 1994. године, и био директор овог музеја. Био је власник најстарије посластичарнице у Београду „Петковић”. Био је потпредседник Удружења драмских писаца Србије. Такође је био председник Заједнице музеја науке и технике. Добитник је Нушићеве награде за 2000. годину и Златног беочуга за допринос култури 2001. године. Био је оснивач камерне сцене „Модерна гаража”. Аутор је више драмских текстова од којих су многи играни на сцени а један је преточен у филм „Албатрос”
Преминуо је 10. маја 2021. године. Сахрањен је 14. маја 2021. године у Алеји заслужних грађана на Новом гробљу у Београду.
Био је учесник и председавајући многих жирија.

## Одликовања
- Орден Карађорђеве звезде првог степена (постхумно, 2021)[9]

## Одабрана дела
- Разбојници
- Спортинг лајф
- Каскадер
- Гранд при
- Легија части
- Цветови зла